# Snavelvliegen
De snavelvliegen of snipvliegen (Rhagionidae) zijn een familie van insecten uit de orde vliegen en muggen of tweevleugeligen (Diptera). Wereldwijd komen er 500 soorten voor.
De vliegen hebben een slank lijf met lange poten. Opvallend is de krachtige zuigsnuit waarmee in het voedsel geprikt wordt.
De naam van de snipvliegen of snavelvliegen zou komen van de opvallende proboscis die bij sommige soorten aanwezig is en lijkt op de bek van snippen.
De snavelvliegen komen vooral voor in het bos en aan de bosranden. Ze zitten vaak op boomstammen met gespreide poten en met het borststuk omhoog. Meestal wijst de kop daarbij naar beneden, zoals bij Rhagio scolopaceus (zie foto). Ze voeden zich met kleine insecten en waarschijnlijk ook met honingdauw en plantensap. De soorten van het geslacht Symphoromyia zuigen bloed bij gewervelde dieren en mensen. De vrouwtjes van enkele soorten voeden zich uitsluitend met nectar.
De snavelvliegen leggen hun eieren in de regel afzonderlijk van elkaar op de grond, in mest of dood hout. De langwerpige maden hebben een onvolledig kopkapsel en mondhaken, die gevormd worden uit de mandibelen en maxilla. Op het lichaam zitten smalle kruiprolletjes. De larven leven op en in de bodem tussen mos, dode bladeren, in mest en onder de schors van bomen. Ze voeden zich met kleine insecten. De larven van Rhagio scolopaceus eten graag regenwormen. Ze voeden zich waarschijnlijk ook met rottende plantendelen en vlees van dode dieren. De larven overwinteren meestal in de grond.

## Taxonomie
De volgende taxa worden bij de familie ingedeeld:
- Onderfamilie Arthrocerinae Williston, 1886
  - Geslacht Arthroceras Williston, 1886[2]
- Onderfamilie Chrysopilinae
- Onderfamilie Rhagioninae
- Onderfamilie Spaniinae

### Indeling per geografische regio
De volgende zes genera komen in Europa voor :
- Chrysopilus
- Ptiolina
- Rhagio
- Spania
- Spatulina
- Symphoromyia

De volgende acht genera komen in het Nearctisch gebied voor :
- Arthroceras
- Bolbomyia
- Chrysopilus
- Litoleptis
- Ptiolina
- Rhagio
- Spania
- Symphoromyia

De volgende twee genera komen in Japan voor:
- Arthroceras
- Chrysopilus [5].

## In Nederland voorkomende soorten
- Genus: Chrysopila
  - Chrysopila laetus
- Genus: Chrysopilus
  - Chrysopilus asiliformis
  - Chrysopilus cristatus
  - Chrysopilus flaveolus
  - Chrysopilus luteolus
  - Chrysopilus splendidus
- Genus: Ptiolina
  - Ptiolina nigrina
- Genus: Rhagio
  - Rhagio annulata
  - Rhagio conspicuus
  - Rhagio immaculatus - (Ongevlekte Snipvlieg)
  - Rhagio lineola
  - Rhagio maculata
  - Rhagio notatus
  - Rhagio scolopaceus - (Gewone Snipvlieg)
  - Rhagio strigosus
  - Rhagio tringarius - (Gele Snipvlieg)
  - Rhagio vitripennis
- Genus: Spania
  - Spania nigra
- Genus: Symphoromyia
  - Symphoromyia crassicornis
  - Symphoromyia immaculata